# Света Анастасия Узорешителница (Еани)
„Света Анастасия Узорешителница“ или Фармаколитрия (на гръцки: Αγίας Αναστασίας Φαρμακολύτριας) е православна църква в Гърция, разположена в паланката Еани (Каляни), област Западна Македония, част от Сервийската и Кожанска епархия на Вселенската патриаршия.
Църквата е разположена на 1 km северно от Еани по пътя за Кожани. Последно е обновявана в 1968 година. Представлява еднокорабен храм. В интериора е запазен дървен иконостас с икони от XIX век, а на източната стена на светилището има стенописи от втората половина на XIX век, дело на самарински зограф.
В 1997 година храмът е обявен за защитен паметник.